# Rickettsiaceae
 (avril 2025).
Si vous disposez d'ouvrages ou d'articles de référence ou si vous connaissez des sites web de qualité traitant du thème abordé ici, merci de compléter l'article en donnant les références utiles à sa vérifiabilité et en les liant à la section « Notes et références ».
Famille
Les Rickettsiaceae sont une famille de petites bactéries pléiomorphes à Gram négatif de l'ordre des Rickettsiales. Leur nom provient de Rickettsia qui est le genre type de cette famille.
Deux tribus ont été décrites : les Rickettsieae et les Wolbachieae.

## Liste de genres
Selon la LPSN (7 avril 2025) cette famille ne comporte que trois genres :
- Occidentia Mediannikov et al. 2017
- Orientia Tamura et al. 1995
- Rickettsia da Rocha-Lima 1916